# Longinos
Longinos (grekiska Λογγĩνος, latin Longinus, med förnamnet Cassius), född omkring 213 i Aten (enligt annan uppgift i Emesa i Syrien), död 273 (avrättad), var en forngrekisk filosof och retor.
Longinos bedrev omfattande studier dels i Aten och Alexandria, dels under vidsträckta resor. Han intog en ansedd ställning bland de nyplatonska filosoferna. Hans lärdomsrykte förskaffade honom kallelse till den intelligenta och högt bildade drottning Zenobia i Palmyra, som tog honom till sin rådgivare. Longinos eggade henne till krig mot romarna och blev till straff för detta efter Palmyras fall avrättad på kejsar Aurelianus befallning år 273 e.Kr.
Av Longinos många skrifter återstår endast fragment. En skrift som tillskrivits honom, Περὶ ὕψους (Peri hypsous) ("Om den sublima stilen"), härrör med all sannolikhet från en annan författare och från en ej obetydligt äldre tid. Den översattes av Nicolas Boileau 1674 och fick därefter spridning i den estetiska debatten om sublimiteten.

## Svenska översättningar
- Om det sublima (Peri hypsous) (översättning Jan Stolpe, Institutionen för estetik, Uppsala universitet, 1994)
- Om litterär storhet (Peri hypsous) (ny översättning av Jan Stolpe, Anamma, 1997)